# Statečnost
Statečnost je schopnost čelit nebezpečí beze strachu. Synonymy jsou odvaha, nebojácnost či hrdinství (andreia, fortitudo).

## Druhy statečnosti
Lze rozlišovat fyzickou statečnost, kterou člověk projevuje tváří v tvář bolesti či nebezpečí úrazu, smrti, a morální statečnost jít proti mínění jiných, riskovat zesměšnění a odsouzení.
O definici pojmu statečnost se pokoušeli již Sokrates a Platón.
V církevním pojetí je statečnost jedna ze čtyř základních (kardinálních) ctností. Statečnost zajišťuje pevnost v obtížích a vytrvalost v úsilí o dobro, dává nám sílu překonat strach. Dospívá až ke schopnosti obětovat případně vlastní život pro spravedlivou věc.

## Související pojmy
- ctnost + kardinální ctnosti
- moudrost + spravedlnost + mírnost